# Bed & Breakfast (VPRO)
Bed & Breakfast was een Nederlandse satirisch televisieprogramma van de VPRO uit de jaren negentig.

## Verhaal
De familie Duineveld bestaat uit vader Dirk (Jack Wouterse), zwager Renée (Frans van Deursen), dochter Tilly (Juul Vrijdag) en moeder Gans. Het gezin heeft een pension dat is toegewezen aan asielzoekers, waarvan NokNok (Job Gosschalk) een is.
Vader Dirk D. Duineveld roept regelmatig zijn stopwoord "fuckeroni!". Dochter Tilly (vaak "Tilly Billy" genoemd) probeert aan de man te komen of een kind te krijgen, iets wat voor haar zeer moeilijk is. In de eerste serie wordt moeder Gans achtereenvolgens door Marieke Heebink, Debby Korper, Carine Korteweg, Sacha Bulthuis, Myranda Jongeling en Lineke Rijxman gespeeld. Het enige wat in de zes afleveringen aan haar hetzelfde blijft is de rode pruik. In de tweede serie ligt ze in coma in de comakamer. Er is ook een aflevering waarbij André Rieu op de hak wordt genomen. Regelmatig zijn er ook verwijzingen naar Rien Poortvliet.
In 1999 is bij Uitgeverij De Harmonie de serie op video uitgekomen. De afleveringen werden gemiddeld door ongeveer 235 duizend kijkers bekeken, maar de recensies waren niet altijd even positief. De serie werd zowel door Maarten Huygen in NRC Handelsblad als door Cornald Maas in de Volkskrant afgebrand.

## Set
Het decor is gebouwd door NOB Decorproductie en bestaat uit niets meer dan een keuken en een woonkamer. Centraal in de kamer staat een grote bank. In de gang verbonden met de woonkamer komen drie kamers uit. Een van deze kamers is de coma-kamer, de kamer waar moeder Gans tijdens de tweede serie in ligt. Aan de muur van de woonkamer hangt een telefooncel.

## Gastrollen
| - Najib Amhali als Handy - Abdembi Azzaoui als neef - Daphne de Bruin als hoer - Frans de Wit als Elvis - Edo Brunner als Gabber Zet | - Daphne Deckers als dom blondje en als rijinstructeur - Inge Ipenburg - Hans Kazàn - Peter Klashorst als kunstenaar - Sabine Koning | - Paul Kooij - Leo Littel als dief - Victor Löw als inspecteur Hansen - Piet Römer als Baantjer - Peter Schrama als bestelkoerier | - Plien van Bennekom als coma-patiënte - Sep van Kampen als stripper - Mike van Leeuwarde als Afrikaan - Hans Veerman als vader - Dirk Zeelenberg als Koerier Ollie |

## Nominatie
Zijn rol als zwager Reneé leverde Frans van Deursen in 1998 een nominatie op voor de Nederlandse Academy Award in de categorie beste acteur komedie.

## Afleveringen

### Eerste serie
| Nr. | Aflevering | Titel  | Gastrol(len) | Uitzenddatum     |  |
| --- | ---------- | ------ | --- | ---------------- |  |
| 1 | 1          |        | Marieke Heebrink als Moeder Gans Mike van Leeuwarde speelt een Afrikaan Leo Littel een dief | 4 december 1997  |  |
| De vriend van Tilly blijkt de oude liefde van moeder Gans te zijn. |            |        | |                  |  |
| 2 | 2          |        | Debby Korper als Moeder Gans Hans Veerman speelt de rol van pa Plien van Bennekom speelt een coma-patiënte Daphne de Bruin speelt een hoer Peter Schrama een bestelkoerier Sep van Kampen een stripper | 11 december 1997 |  |
| Moeder Gans wordt veertig jaar, iets waar ze veel problemen mee heeft. |            |        | |                  |  |
| 3 | 3          |        | Ingeborg Elzevier als moeder van Gans Corine Korteweg als Moeder Gans Frans de Wit als Elvis Hans Veerman als blinde                                                                                   | 18 december 1997 |  |
| De moeder van Gans en René komt op bezoek en stelt haar nieuwe vriend Elvis voor. Ze heeft besloten om weer bij haar kinderen in te trekken, iets dat voor veel problemen leidt.            |            |        | |                  |  |
| 4 | 4          |        | Sacha Bulthuis als Moeder Gans Dirk Zeelenberg als koerier Ollie Edo Brunner als gabber Zed | 24 december 1997 |  |
| Gans denkt dat Dirk vreemdgaat. Koerier Ollie geeft zich uit voor de zoon van Renée. |            |        | |                  |  |
| 5 | 5          | Heino  | Myranda Jongeling als Moeder Gans Najib Amhali als Handy Abdembi Azzaoui als neef | 1 januari 1998   |  |
| Gans wil Heino, de fokstier Hoogeboom redden van de slacht, Dirk wil één miljoen gulden winnen bij de kruisloterij en Tilly is verliefd op Handy. Renée wordt verliefd op een buitenlander. |            |        | |                  |  |
| 6 | 6          | Mummie | Lineke Rijxman als Moeder Gans | 8 januari 1998   |  |
| Wat doe je als er opeen een mummie in je keuken staat? |            |        | |                  |  |

### Tweede serie
| Nr. | Aflevering | Titel (a.k.a.)           | Gastrol(len)                           | Uitzenddatum      |  |
| --- | ---------- | ------------------------ | -------------------------------------- | ----------------- |  |
| 7 | 1          | Coma (RIEN VOORTPLIET)   | Daphne Deckers als ideale vrouw        | 3 september 1998  |  |
| Dirk is op zoek naar de ideale vrouw. Tilly heeft trouwplannen en Renée is op zoek naar waardering.                                                                                         |            |                          |                                        |                   |  |
| 8 | 2          | Star Trek                | Daphne Deckers als Chantal             | 10 september 1998 |  |
| In deze aflevering komen de personages Dirk, Reneé, Tily en NokNok als Star Trekpersonages in het pension aan. Het probleem is dat de monden niet synchroon lopen met het geluid.           |            |                          |                                        |                   |  |
| 9 | 3          | Baantjer lacht zich dood | Piet Römer als Baantjer                | 17 september 1998 |  |
| Dirk wordt verdacht van een moord. Baantjer komt langs om de moord te onderzoeken. |            |                          |                                        |                   |  |
| 10 | 4          | Autorijden               | Daphne Deckers als autorij instructeur | 24 september 1998 |  |
| Dirk krijgt autorijles van een autorij instructeur. Het bijzondere is dat ze rijles geeft zonder lesauto: ze doet het gewoon op de bank. Het is een ordinair type met een roze legging aan. |            |                          |                                        |                   |  |
| 11 | 5          | Horror                   |                                        | 1 oktober 1998    |  |
| In de horror-aflevering zit iedereen elkaar met kettingzagen achterna. |            |                          |                                        |                   |  |
| 12 | 6          |                          |                                        | 8 oktober 1998    |  |
| ... |            |                          |                                        |                   |  |
| 13 | 7          |                          |                                        | 15 oktober 1998   |  |
| ... |            |                          |                                        |                   |  |
| 14 | 8          | EHBO                     | Victor Löw als inspecteur Hansen       | 22 oktober 1998   |  |
| Renée ontvangt eindelijk haar erkenning als vrouw. Tilly en Dirk moeten op een EHBO-cursus. Uiteindelijk komt een controleur om het pension te ontruimen.                                   |            |                          |                                        |                   |  |

## Referentie
1. ↑   Bed & Breakfast video
2. ↑  de Volkskrant, 23 mei 1998
3. ↑  Spiegelpaleis, NRC Handelsblad, 2 oktober 1998. Gearchiveerd op 28 juni 2022.
4. ↑  Voortpliet, de Volkskrant, 18 september 1998. Gearchiveerd op 6 februari 2023.